# Feilitzsch
Feilitzsch település Németországban, azon belül Bajorországban. Lakosainak száma 2709 fő (2023. december 31.). Feilitzsch Trogen és Töpen községekkel határos.

## Népesség
A település népessége az elmúlt években az alábbi módon változott:
| Lakosok száma | 491  | 1129 | 1148 | 2307 | 2848 | 2869 | 2863 | 2837 | 2720 | 2709 |
|               | 1875 | 1950 | 1975 | 1987 | 2012 | 2014 | 2016 | 2017 | 2021 | 2023 |